# Ctenucha nana
Ctenucha nana är en fjärilsart som beskrevs av D. Jones 1914. Ctenucha nana ingår i släktet Ctenucha och familjen björnspinnare. Inga underarter finns listade i Catalogue of Life.